# Sjećanje, Tuga i Trn
Sjećanje, Tuga i Trn epska je fantasy trilogija Tada Williamsa, koja obuhvaća Prijestolje od zmajokosti (1988.), Kamen oproštaja (1990.) i Toranj Zelenog Anđela (1993.). Zadnja knjiga sage Toranj Zelenog Anđela podijeljena je u dva dijela, tako da većina Williamsovih čitača smatra Sjećanje, Tugu i Trn "tetralogijom" prije nego trilogijom.